# زبان اشاره گواتمالایی
زبان اشاره گواتمالایی زبان اشاره‌ای است که توسط ناشنوایان و کم شنوایان در گواتمالا استفاده می‌شود.